# Симонов Олександр Корнійович
Олександр Корнійович Си́монов (28 жовтня 1875, Капустенці  — 12 липня 1957, Гагра) — український радянський живописець і педагог; член Асоціації художників Червоної України та Асоціації революційного мистецтва України з 1928 року, Харківської організації Спілки радянських художників України з 1938 року.

## Життєпис
Народився 28 жовтня 1875 року в селі Капустинцях (нині Капустенці Прилуцького району Чернігівської області, Україна) у дворянській сім'ї; батько працював правником. У ранньому дитинстві став сиротою і його вихованням займалась тітка. У підлітковому віці самостійно заробляв на життя й навчання.
В школі навчався з перервами і, після її закінчення, протягом 1896—1901 років здобував освіту в Московській школі живопису, скульптури та архітектури. Навчання завершив з відзнакою. З 1901 року викладав графічні мистецтва в Комерційному училищі Симбірська. У 1907 році студіював у Парижі в Академії красних мистецтв. У 1910—1915 роках мешкав в Москві, де викладав у Строганівському художньо-промисловому училищі, працював у творчій майстерні.
Протягом 1922—1934 і 1943—1944 років — професор Харківського художнього інституту; у 1930—1941 та 1944—1948 роках — Харківського інженерно-будівельного інституту. У 1944 році очолював кафедру образотворчого мистецтва у Харківському інституті інженерів комунального будівництва. Серед учнів: Дмитро Зелінський. З 1948 року мешкав у Гагрі. Помер у Гагрі 12 липня 1957 року.

## Творчість
Працював у галузі станкового живопису (писав пейзажі Полтавщини, Харкова, Донбасу, Грузії; портрети) та монументально-декоративного розпису. Серед робіт:
- «Останній пастух» (1927);
- «На порогах Дніпра» (1932, Лебединський міський художній музей імені Бориса Руднєва)[6];
- «Околиці Харкова» (1936, Харківський художній музей)[5];
- «Шахти»;
- «Ранок у Донбасі».

У 1931 році на замовлення Сухумського міськвиконкому створив грандіозну панораму міста Сухумі. У 1934 році брав участь в оздобленні Харківського палацу піонерів.
Брав участь у республіканських і всесоюзних виставках з 1927 року.

## Вшанування
У Гагрі:
- в колишній садибі митця, по смерті художника, влаштовано Будинок творчості його імені з постійною експозицією його творів[5];
- встановлене меморіальне погруддя художника[3].